# 南海土建野球部
南海土建野球部（なんかいどけんやきゅうぶ）は、大阪府大阪市に本拠地を置き、日本野球連盟に加盟していた社会人野球の企業チームである。
プロ野球・南海ホークスの二軍（ファーム）選手らを、ホークスと同じく南海電気鉄道の子会社である南海土建（のちに南海建設を経て南海辰村建設）に出向させて結成した社会人野球チームである。

## 概要
南海土建とホークスの関係は、1946年の近畿グレートリング時代に遡る。当時球団の最大の課題は食糧の確保であり、兼任監督の山本一人が、敗戦で家を失った選手を合宿所に集め、身分を当時は近畿日本鉄道傘下だった旧南海鉄道の資材を扱う子会社である南海土建の嘱託とし、食糧配給を受けられるようにしていた。
また、1951年に当時の南海ホークス監督の山本一人が、プロ野球において対外試合が少なく練習に明け暮れるばかりであった二軍選手を見て、「それならプロじゃないわけだから、社会人チームを結成してその大会に出たらいいのではないか」と考え、南海二軍選手を、南海土建に出向させ『南海土建野球部』が結成された。当時の社会人野球のルールでは元プロ野球選手は1チーム3人まで登録可能であったが、南海ホークスの二軍選手にはプロへ選手登録していない選手が多数いたことで社会人野球への出場が可能となった。
活動初年度となった1951年、社会人野球の最高峰である都市対抗野球において大阪地区予選を破竹の勢いで突破し本戦に出場。本戦でも快進撃を続け、ついには決勝戦に進出した。決勝戦では、牧野直隆（後に日本高等学校野球連盟会長）率いる全鐘紡と対戦し2-3で敗れ優勝を逃した。
しかし、これを見た日本社会人野球協会（現：日本野球連盟）や他の社会人野球チームは困惑した表情を見せてしまい、一時はプロ・アマ対立も危惧されそうになった。日本社会人野球協会の大会役員は、牧野に対し試合前に「是非勝って社会人野球の伝統を守ってほしい」と鼓舞激励し、また後日「南海土建が負けてくれた方がよかった」と回顧している。また、この決勝戦で致命的なエラーを喫した森下正弘（内野手）は後年「どえらいエラーをしてうなだれていたら、松浦（竹松・当時の南海球団社長）さんから『よかったよかった』と言われ、俺はキョトンとしました。もしそのまま優勝したのならば社会人野球協会は頭を抱え込んでたのでは」とコメントしている。
後日、当チームのように「どう見てもプロ球団のファーム（二軍）組織としか見えぬようなチームの存在は許さない」という社会人野球規約が出来た（1961年から柳川事件の影響でプロ選手の受け入れが全面禁止されるが、1999年から1チーム2名を条件に復活）。当チームも同年をもって消滅した。これに伴い、同様に二軍組織を社会人野球の田村駒野球部に移管させていた松竹ロビンスも、再度プロの二軍扱いに復帰させた。
現在もプロ野球球団の社会人野球の大会への出場は認められていないが、近年は二軍チームと社会人チームの交流試合は盛んに開かれるようになっている。

## 在籍していた主な選手
- 服部武夫（投手）
- 岡本伊三美（内野手）
- 島原輝夫（外野手）
- 種田訓久（内野手）
- 井上慎一（投手） - 1952年にプロ入り。
- 今井洋行（投手） - 1952年にプロ入り。
- 大神武俊（投手） - 1952年にプロ入り。
- 森下正夫（内野手） - 1952年にプロ入り。